# Синдеев, Игорь Михайлович
Игорь Михайлович Синдеев (20 января 1919, Москва — 23 апреля 1988, Москва) — советский военный инженер, учёный в области электрооборудования летательных аппаратов, лауреат премии им. П. Н. Яблочкова АН СССР (1961), генерал-майор авиации (07.05.1966).

## Биография
Игорь Синдев родился 20.01.1919 в г. Москве. В 1941 году он окончил Московский электротехнический институт связи (1941).
После обучения на курсах переподготовки при ВВИА им. Н. Е. Жуковского проходил службу на инженерных должностях на кафедре электроспецоборудования.
В 1947 году окончил адъюнктуру и защитил кандидатскую диссертацию по результатам исследований электрических систем зажигания авиационных двигателей. После этого — на преподавательской работе в академии. В период с 1959 по 1967 годы служил начальником кафедры эксплуатации авиационного оборудования, а с 1967 по 1976 годы — кафедры электрооборудования.
Доктор технических наук (1965), профессор (1966).
В 1976 году уволился с военной службы в звании генерал-майор-инженер. С 1977 года и до своей смерти Работал профессором кафедры авиационной электротехники Московского института инженеров гражданской авиации.
Область научных интересов Синдеева охватывала многие аспекты электропривода и развития электрооборудования воздушных судов (ВС). Он внёс заметный вклад в разработку и внедрение методов автоматизированного контроля и прогнозирования технического состояния бортового оборудования ВС, а также в развитие отечественных систем и агрегатов авиационного электропривода и управления бортовыми системами ВС.

## Награды и звания
- Орден Красной Звезды
- Медали «За боевые заслуги», «За победу над Германией в Великой Отечественной войне 1941—1945 гг.»
- Заслуженный деятель науки и техники РСФСР (1975)
- Лауреат премии им. П. Н. Яблочкова АН СССР (1961) — за трехтомную монографию «Электрификация самолетов»[5]